# Victor Kristiansen
Victor Kristiansen (ur. 16 grudnia 2002 w Kopenhadze) – duński piłkarz, grający na pozycji lewego obrońcy, reprezentant Danii.

## Sukcesy

### FC Kopenhaga
- Mistrz Danii: 2021/2022[1]